# Korea Open
Korea Open – kobiecy turniej tenisowy kategorii WTA 500 zaliczany do cyklu WTA Tour. Rozgrywany na kortach twardych w południowokoreańskim Seulu od 2004 roku.

## Mecze finałowe

### gra pojedyncza
| Rok  | Zwyciężczyni                                 | Finalistka                                   | Wynik                                        |
| 2024 | Beatriz Haddad Maia                          | Darja Kasatkina                              | 1:6, 6:4, 6:1                                |
| 2023 | Jessica Pegula                               | Yuan Yue                                     | 6:2, 6:3                                     |
| 2022 | Jekatierina Aleksandrowa                     | Jeļena Ostapenko                             | 7:6(4), 6:0                                  |
| 2021 | Zhu Lin                                      | Kristina Mladenovic                          | 6:0, 6:4                                     |
| 2020 | Turniej anulowano z powodu pandemii COVID-19 | Turniej anulowano z powodu pandemii COVID-19 | Turniej anulowano z powodu pandemii COVID-19 |
| 2019 | Karolína Muchová                             | Magda Linette                                | 6:1, 6:1                                     |
| 2018 | Kiki Bertens                                 | Ajla Tomljanović                             | 7:6(2), 4:6, 6:2                             |
| 2017 | Jeļena Ostapenko                             | Beatriz Haddad Maia                          | 6:7(5), 6:1, 6:4                             |
| 2016 | Lara Arruabarrena                            | Monica Niculescu                             | 6:0, 2:6, 6:0                                |
| 2015 | Irina-Camelia Begu                           | Alaksandra Sasnowicz                         | 6:3, 6:1                                     |
| 2014 | Karolína Plíšková                            | Varvara Lepchenko                            | 6:3, 6:7(7), 6:2                             |
| 2013 | Agnieszka Radwańska                          | Anastasija Pawluczenkowa                     | 6:7(6), 6:3, 6:4                             |
| 2012 | Caroline Wozniacki                           | Kaia Kanepi                                  | 6:1, 6:0                                     |
| 2011 | María José Martínez Sánchez                  | Galina Woskobojewa                           | 7:6(0), 7:6(2)                               |
| 2010 | Alisa Klejbanowa                             | Klára Zakopalová                             | 6:1, 6:3                                     |
| 2009 | Kimiko Date-Krumm                            | Anabel Medina Garrigues                      | 6:3, 6:3                                     |
| 2008 | Marija Kirilenko                             | Samantha Stosur                              | 2:6, 6:1, 6:4                                |
| 2007 | Venus Williams                               | Marija Kirilenko                             | 6:3, 1:6, 6:4                                |
| 2006 | Eleni Daniilidu                              | Ai Sugiyama                                  | 6:3, 2:6, 7:6(3)                             |
| 2005 | Nicole Vaidišová                             | Jelena Janković                              | 7:5, 6:3                                     |
| 2004 | Marija Szarapowa                             | Marta Domachowska                            | 6:1, 6:1                                     |

### gra podwójna
| Rok  | Zwyciężczynie                                | Finalistki                                   | Wynik                                        |
| 2024 | Nicole Melichar-Martinez Ludmiła Samsonowa   | Miyu Katō Zhang Shuai                        | 6:1, 6:0                                     |
| 2023 | Marie Bouzková Bethanie Mattek-Sands         | Luksika Kumkhum Peangtarn Plipuech           | 6:2, 6:1                                     |
| 2022 | Kristina Mladenovic Yanina Wickmayer         | Asia Muhammad Sabrina Santamaria             | 6:3, 6:2                                     |
| 2021 | Choi Ji-hee Han Na-lae                       | Walendini Gramatikopulu Réka Luca Jani       | 6:4, 6:4                                     |
| 2020 | Turniej anulowano z powodu pandemii COVID-19 | Turniej anulowano z powodu pandemii COVID-19 | Turniej anulowano z powodu pandemii COVID-19 |
| 2019 | Lara Arruabarrena Tatjana Maria              | Hayley Carter Luisa Stefani                  | 7:6(7), 3:6, 10–7                            |
| 2018 | Choi Ji-hee Han Na-lae                       | Hsieh Shu-ying Hsieh Su-wei                  | 6:3, 6:2                                     |
| 2017 | Kiki Bertens Johanna Larsson                 | Luksika Kumkhum Peangtarn Plipuech           | 6:4, 6:1                                     |
| 2016 | Kirsten Flipkens Johanna Larsson             | Akiko Ōmae Peangtarn Plipuech                | 6:2, 6:3                                     |
| 2015 | Lara Arruabarrena Andreja Klepač             | Kiki Bertens Johanna Larsson                 | 2:6, 6:3, 10–6                               |
| 2014 | Lara Arruabarrena Irina-Camelia Begu         | Mona Barthel Mandy Minella                   | 6:3, 6:3                                     |
| 2013 | Chan Chin-wei Xu Yifan                       | Raquel Kops-Jones Abigail Spears             | 7:5, 6:3                                     |
| 2012 | Raquel Kops-Jones Abigail Spears             | Akgul Amanmuradova Vania King                | 2:6, 6:2, 10–8                               |
| 2011 | Natalie Grandin Vladimíra Uhlířová           | Wiera Duszewina Galina Woskobojewa           | 7:6(5), 6:4                                  |
| 2010 | Julia Görges Polona Hercog                   | Natalie Grandin Vladimíra Uhlířová           | 6:3, 6:4                                     |
| 2009 | Abigail Spears Chan Yung-jan                 | Carly Gullickson Nicole Kriz                 | 6:3, 6:4                                     |
| 2008 | Chuang Chia-jung Hsieh Su-wei                | Wiera Duszewina Marija Kirilenko             | 6:3, 6:0                                     |
| 2007 | Chuang Chia-jung Hsieh Su-wei                | Eleni Daniilidu Jasmin Wöhr                  | 6:2, 6:2                                     |
| 2006 | Virginia Ruano Pascual Paola Suárez          | Chuang Chia-jung Mariana Díaz-Oliva          | 6:2, 6:3                                     |
| 2005 | Chan Yung-jan Chuang Chia-jung               | Jill Craybas Natalie Grandin                 | 6:2, 6:4                                     |
| 2004 | Jeon Mi-ra Cho Yoon-jeong                    | Hsieh Su-wei Chuang Chia-jung                | 6:3, 1:6, 7:5                                |

### Gra pojedyncza mężczyzn
| Rok  | Mistrz             | Finalista        | Wynik       |
| 2022 | Yoshihito Nishioka | Denis Shapovalov | 6:4, 7:6(5) |

### Gra podwójna mężczyzn
| Rok  | Mistrzowie                      | Finaliści                                    | Wynik    |
| 2022 | Raven Klaasen Nathaniel Lammons | Nicolás Barrientos Miguel Ángel Reyes-Varela | 6:1, 7:5 |